# Les Boréales
Les Boréales est un festival consacré à la culture nordique. Il se déroule chaque année au mois de novembre à Caen et en Normandie. On y distingue deux périodes qui ont ou ont eu chacune leur spécificité et leur organisateur. La première, de 1992 à 1998, sous l’appellation Les Boréales de Normandie, la deuxième à partir de 1999, le nom Les Boréales ayant seul été retenu. 

## Les Boréales de Normandie (1992-1998)

### Historique[1],[2]
Fondé en 1992, le festival d’art et de littérature nordiques Les Boréales de Normandie répondait d’abord au désir des enseignants chercheurs caennais de mieux faire connaître le monde nordique au-delà de leur enceinte universitaire. C’est Éric Eydoux, alors directeur de l’Office franco-norvégien (OFNEC) qui, en collaboration avec Lena Christensen et le concours d’autres collègues du département d'études nordiques, donna corps à ce projet. Le financement en fut principalement assuré par le Conseil régional de Basse-Normandie alors présidé par René Garrec. Les cinq ambassades nordiques, la ville de Caen et la Direction régionale des affaires culturelles apportèrent également leur contribution. 

### Principes généraux
Plusieurs principes avaient été retenus pour l’organisation de la manifestation.
Compte tenu des spécialités des fondateurs, c’est d’abord la littérature du Septentrion que l’équipe s’attacha à promouvoir. Entre dix et trente auteurs nordiques furent ainsi invités chaque année à Caen avant d’effectuer une tournée d’environ une semaine dans diverses villes de la région. 
Afin de promouvoir le dialogue franco-nordique, un nombre croissant d’auteurs francophones fut également invité à partir de la troisième édition (1994).
Dès la deuxième édition, il parut souhaitable d’organiser ou d’accueillir aussi des manifestations relevant de disciplines autres que littéraires. Concerts, films, expositions diverses, représentations théâtrales ou conférences, souvent de très haut niveau (tels les concerts de Jan Garbarek ou de l’orchestre symphonique de Lahti) jalonnèrent les différentes éditions.
Le festival veilla  avec un soin particulier à inviter des auteurs et présenter des œuvres encore inconnus du public francophone. Ainsi,outre la rédaction de catalogues détaillés,  fut-il amené à réaliser un important programme de traductions. Au cours des sept éditions des Boréales de Normandie,  ce ne furent pas moins de 28 œuvres principalement de fiction et deux catalogues d’expositions internationales qui furent édités, soit aux Presses universitaires de Caen, soit aux éditions du Bois debout (actuellement  en sommeil). Vinrent s’y ajouter une dizaine de traductions publiées à l’initiative d’autres éditeurs.

### Les principales étapes du festival
Regroupant les fondateurs, c’est l’association Norden qui, hébergée par l’OFNEC, fut le support juridique de la manifestation. Celle-ci se déclina d’abord sous forme d’un cycle quinquennal (1992-1996) qui, tour à tour, mit chacun des cinq pays nordiques (Danemark, Norvège, Suède, Finlande, Islande) à l’honneur. En 1997 et 1998, l’approche ne fut plus géographique mais thématique, commune à l’entité nordique.

### Les éditions

#### Édition 1992 : Le Danemark[3],[4],[5]
Pour cette première édition, après un colloque consacré à la littérature danoise contemporaine, 12 écrivains furent accueillis dans différentes institutions caennaises et 8 autres villes de la région. Les auteurs danois étaient Svend Åge Madsen, Kirsten Thorup et Hanne-Marie Svendsen, cette dernière ayant bénéficié d’un séjour en résidence à Tatihou. Les autres invités étaient Kjell Askildsen, Lars Saabye Christensen et Torill Thorstad Hauger (Norvège), Pentti Holappa (Finlande), Pétur Gunnarsson et Thor Vilhjalmsson (Islande) auxquels s’ajoutèrent Ilmar Jaks et Ilmar Laaban (Estonie).

#### Édition 1993 : La Norvège. Un accord de coopération avec le Hordaland[6],[7],[8],[9]
Invitée d’honneur dans onze villes, la Norvège délégua cinq auteurs (Knut Faldbakken, Jostein Gaarder, Ragnar Hovland, Roy jacobsen et Laila Stien) en même temps qu’étaient programmés  plusieurs longs métrages, un récital de la chanteuse same Mari boine et trois concerts en hommage à Edvard Grieg, né 150 ans plus tôt. Aux Norvégiens s’ajoutèrent Lars Bo et Hasse Bildt Lindegren  (Danemark), Märta Tikkanen (Finlande), Jòn Oskar et Sigurdur Pàlsson (Islande), Lars Andersson et Per Christian Jersild (Suède). C’est lors  de cette édition que René Garrec, président de la Région signa un accord de coopération avec le Hordaland.

#### Édition 1994: La Suède[10],[11],[12],[13]
L’une des grandes innovations de cette édition fut le lancement de « lectures croisées » qui donnèrent aux auteurs francophones et suédois (Irène Frain et Agneta Pleijel; Jean Rouaud et Lennart Hagersfors ; Henning Mankell et Michel Lebrun) l’occasion  de débattre mutuellement de  leurs oeuvres. Les autres auteurs suédois étaient Sigrid Combüchen et Kjell Johansson, les  Français Frédéric Monneyron et Jacques Meunier. De surcroît, l’Islande était représentée par Matthias Johannessen et Steinunn Sigurdardòttir, le Danemark par Susanne Brøgger et Dorit Willumsen, la Finlande par Jan Blomstedt et Tyyne Saastamoinen. Par ailleurs, dix-sept villes accueillirent parallèlement une palette d’évènements variés : expositions, concerts de jazz, de musique baroque, de chants folkloriques,  représentations théâtrales et projections cinématographiques dont Katinka que Max von Sydow vint présenter à Hérouville Saint Clair.

#### Édition 1995 : La Finlande[14],[15],[16],[17],[18],[19]
Pour cette édition, accueillie dans quatorze villes, cinq auteurs Finlandais avaient fait le déplacement et si Arto Paasilinna  joua incontestablement les premiers rôles, les quatre autres participèrent à des lectures croisées avec des homologues français (Daniel Katz et Jean Rouaud ; Leena Lander et Sylvie Germain ; Rosa Liksom et Alina Reyes ; Antti Tuuri et Raphaël Confiant). Du Danemark vinrent aussi Jørn Riel et Jens-Martin Eriksen, tandis que la Norvège était représentée par Herbjꬾrg Wassmo et Jan Wiese, la Suède par Per Olov Enquist et Bjørn Larsson, l’Islande par Thorarinn Elldjarn et Einar Mar Gudmundsson. En accompagnement se déroulèrent plusieurs manifestations d’exception, entre autres, une exposition des photos de Rafael Minkkinen, une retrospective des films des frères Kaurismäki et un concert du prestigieux orchestre symphonique de Lahti.

#### Édition 1996 : L'Islande[20],[21],[22],[23],[24]
Cette édition islandaise avait été décentralisée dans 17 villes, dont Paris, Vincennes et Saint-Nazaire. La formule des lectures croisées avait été reprise sous forme de tables rondes à   quatre auteurs dialoguant  sur des thèmes variés : Raconter l’enfance (Gudbergur Bergsson et Paule Constant), Romans de l’exclusion (Vigdis Grimsdòttir et Marie Ndiaye), Amour et temporalité (Steinunn Sigurdardòttir et Emmanuelle Bernheim) ou Langage et insularité (Thor Vilhjàlmsson et Édouard Glissant). Étaient également invités Àlfrùn Gunnlaugsdóttir, les Danois Peter Madsen et Jacques Berg, les Finlandais Annika Idström et Johan Bargum, les   Norvégiens Karsten Alnӕs et Thorvald Steen ainsi que le Suédois Mats Berggren. La présence du cinéaste Fridrik T. Fridriksson, les concerts de l’orchestre de chambre de Reykjavik et, spécialement, plusieurs expositions d’art plastique témoignèrent de la créativité de ce peuple de seulement 300 000 habitants. Avec un concert de Jan Garbarek, la Norvège apporta elle aussi une contribution musicale de choix.

#### Édition 1997: Un tournant. La littérature policière. Le prix littéraire du festival[25],[26],[27],[28]
Cette sixième édition témoigna de la volonté des organisateurs de prolonger et approfondir les dialogues franco-nordiques inaugurés avec les lectures croisés. Mais cette fois, en dépassant  les frontières pour s’intéresser à l’illustration d’un genre  dans l’ensemble de la production boréale. C’est ainsi qu’en 1997, sur le thème du « polar », vingt  écrivains nordiques et autant de francophones furent réunis au château de Caen pour dédicacer leurs ouvrages, participer à des tables rondes ou des lectures croisées. Furent ainsi abordés  une dizaine de thèmes comme Le Polar dans tous ses états, Typologie d’un enquêteur, Histoires d’espions ou Le polar et la science, etc. À cette occasion se produisit un brassage d’auteurs aussi différents que Patrick Raynal, Henning Mankell, José Giovanni, Björn Larsson, Didier Dӕninckx ou Gunnar Staalesen. On note d’ailleurs que  le polar féminin, français et nordique, était  fort bien représenté avec des écrivaines telles Andrea Japp, Païvi Alasalmi, Maud Tabachnik, Kim Småge, Brigitte Aubert ou Pernille Ryggg. La traduction de 9 romans, dont trois sous l’égide de Norden accompagnèrent la manifestation. Enfin, une autre innovation d’importance fut la création d’un prix de littérature nordique qu’un jury, présidé par Gilles Perrault, décerna à Olafur Haukur Simonarson pour son roman Le cadavre dans la voiture rouge traduit par Frédéric Durand.

#### Édition 1998 : Écrivaines et héroïnes littéraires[29],[30],[31],[32]
C‘est sur un canevas identique que fut bâtie la septième et dernière édition des Boréales de Normandie consacrée cette fois à la femme. Ce thème, d’évidence assez vaste, éveille une résonance particulière en Scandinavie où la littérature a souvent trouvé dans la condition féminine un sujet de prédilection. Parmi les trente écrivains  (majoritairement écrivaines) nordiques invités figuraient notamment Herbjørg Wassmo, Tove Nilsen, Monika Fagerholm, Torgny Lindgren et Steinunn Sigurdardòttir. Au nombre des quinze  auteurs francophones, on comptait, entre autres,  Nancy Houston, Lydie  Salvaire, Camille Laurens, Andrei Makine, Brigitte Giraud et Marie Desplechin. Au total, vingt-cinq villes furent associées à la manifestation. De nombreux thèmes furent alors  abordés lors de cafés littéraires, lectures croisées ou tables rondes, notamment Désirs de femmes, Sous la fiction le témoignage, Le passé recomposé, Pas de deux. Mention particulière doit être faite d’une convention signée avec le Rectorat qui, spécialement par le biais d’un concours, permit d’impliquer plusieurs dizaines de classes dans le festival. Enfin, le jury présidé par Annie Saumont  décerna le prix littéraire à l’écrivain danois Jørn Riel pour son roman Le jour avant le lendemain.

### Bilan des Boréales de Normandie
En 1998, à l’issue de ses sept éditions, le festival Les Boréales de Normandie, unique en son genre, avait trouvé sa place parmi les grandes manifestations culturelles de notre pays. Dans quelque cent vingt institutions disséminées entre trente-neuf villes, il avait fait venir, et souvent découvrir, cent deux auteurs nordiques et cinquante et un francophones Si on y ajoute ses traductions et publications, il avait ainsi apporté une contribution de première importance à la diffusion de la littérature nordique en France et grandement favorisé l’actuel engouement pour les œuvres venues du froid. Il est vrai aussi qu’il avait bénéficié d’une excellente couverture médiatique. En France, plusieurs périodiques couvrirent régulièrement ses manifestations, notamment Ouest-France, le Monde, l’Observateur, Télérama. Dans les pays nordiques, la presse accorda, elle aussi, une large place au festival, entre autres Politiken (Danemark), Helsingin Sanomat (Finlande), Morgunbladid (Islande),   Aftenposten (Norvège), Svenska Dagbladet (Suède)
En 1999, le bénévolat n’étant plus conciliable avec le développement de la manifestation, l’association Norden confia au Centre Régional des Lettres de Basse Normandie le  soin d’organiser le festival désormais appelé Les Boréales.

## Les Boréales (depuis 1999)
- Édition 1999 : paroles d'enfance
- Édition 2000 : le corps
- Édition 2001 : une année en Nord
- Édition 2002 : territoires et identités
- Édition 2003 : Lituanie
- Édition 2004 : Lettonie
- Édition 2005 : Norvège au-delà des fjords
- Édition 2006 : Finlande à en perdre le Nord
- Édition 2007 : cap sur la Suède
- Édition 2008 : deux semaines en Islande
- Édition 2009 : Danemark
- Édition 2010 : pays Baltes et Norvège
- Édition 2011 : Finlande et Norvège
- Édition 2012 : la Suède
- Édition 2013 : Islande - Lituanie
- Édition 2014 : Norvège - Lettonie/Riga
- Édition 2015 : Groenland - Danmark
- Édition 2016 : Estonie - Finlande
- Édition 2017 : Islande
- Édition 2022 : Suède
- Édition 2023 : Islande
- Édition 2024 prévue : Finlande
- Édition 2025 prévue : Pays Baltes
- Édition 2026 prévue : Norvège
- Édition 2027 prévue : Danemark - Groenland - Îles Féroé